# Modgunn
Modgunn eller Modgud (Móðguðr: “krigstrött” (?)) är enligt Snorre Sturlasson den mö som bevakar Gjallarbron över Gjöll, som är gränsflod till dödsriket Hel. Modgunn omtalas endast i berättelsen om Balders död i Gylfaginning 49. Hermod (Hermóðr), som i berättelsen är Balders bror, är på väg till Hel för att söka utverka broderns frigivning ur dödsriket. På Gjallarbron hejdas han av Modgunn som ber honom uppge namn och ätt. Hon ser att han inte är död, men ger honom ändå en kort vägbeskrivning till dödsriket och låter honom passera.
Förmodligen är Modgunn en rent litterär gestalt. Hon förser Hermod med de upplysningar som han behöver för att handlingen skall kunna fortskrida, men är i övrigt inte omnämnd någon annanstans. Rudolf Simek gissar att det var Snorre Sturlasson som själv hittade på henne. Namnen Móðguðr och Hermóðr tycks i berättelsen vara anpassade till varandra; det ena namnets förled är det andras efterled.
Vad som i någon mån talar mot Simeks gissning är att det faktiskt finns en motsvarighet till Modgunn i finsk folkdiktning, där bron över “Tuonis (dödsrikets) svarta flod” bevakas av en gammal kvinna med tre hundar.

## UrGylfaginning49
| Men om Hermod är att säga, att han red nio nätter genom dalar så mörka och djupa att han ingenting såg förrän han kom till älven Gjöll och red upp på Gjallarbron. Den är taktäckt med skinande guld. Modgunn heter en mö som vaktar bron. Hon sporde efter hans namn och ätt och berättade att dagen dessförinnan hade fem flockar döda män ridit över bron “men icke dundrar bron mindre under dig ensam, och inte heller har du död mans färg. Varför rider du här på Helvägen?” Han svarade att “jag skall rida till Hel för att söka upp Balder. Har du sett Balder på Helvägen?” Hon sade att Balder hade ridit över Gjallarbron, “men nedåt och norrut ligger vägen till Hel.” | En þat er at segja frá Hermóði at hann reið níu nætr døkkva dala ok djúpa svá at hann sá ekki fyrr en hann kom til árinnar Gjallar ok reið á Gjallar brúna. Hon er þǫkð lýsigulli. Móðguðr er nefnd mær sú er gætir brúarinnar. Hon spurði hann at nafni eða ætt ok sagði at hinn fyrra dag riðu um brúna fimm fylki dauðra manna, ‘“En eigi dynr brúin minnr undir einum þér ok eigi hefir þú lit dauðra manna. Hví ríðr þú hér á Helveg?” ‘Hann svarar at “ek skal ríða til Heljar at leita Baldrs. Eða hvárt hefir þú nakkvat sét Baldr á Helvegi?” ‘En hon sagði at Baldr hafði þar riðit um Gjallar brú, “en niðr ok norðr liggr Helvegr.” |  |

## Ur Uppsala-Eddan
En kortversion av berättelsen om Hermods ritt finns i Uppsala-Eddan (DG 11, 4to), Gylfaginning, kapitel 30:
| Hermod red nio nätter till älven Gjöll och upp på en guldtäckt bro. Modgunn vaktade bron, och hon sade: “Häromdagen red Balder här med femhundra man. Och inte dånar bron mindre under dig ensam.” Sedan red han till Hels grindar och där såg han sin bror. | Hermóðr reið níu nætr til Gjallarár ok á gulli hlaðna brú. Móðguðr gætti brúarinnar, ok hon mælti: “Fyrra dag reið Baldr hér með fimm hundruð manna. En eigi glymr miðr undir þér einum.” Þá reið hann at Helgrindum ok sá þar bróður sinn. |  |

De fem flockar döda män, som Modgunn nämner i samtliga Edda-versioner, sätts i Uppsala-Eddan (men endast där) i direkt samband med Balder. Det är Balder som med följe har ridit över bron. Följet är stort – femhundra man – och förmodligen har det tänkts vara ännu större, eftersom ordet hundrað när texten skrevs brukade betyda storhundra, d.v.s. 120. Det är alltså 600 man (5 × 120) som Balder har fått med sig, vilket är oväntat då han ju inte stupade i strid. Att bron dundrar under Hermod beror på att han är den ende som är levande – de andra var kroppslösa själar.